# شون هووك
شون هووك هو  وكاتب أغاني ومنتج أسطوانات ومغني كندي، ولد في 5 سبتمبر 1984 في كاستليغار في كندا.

## وصلات خارجية
- شون هووك على موقع IMDb (الإنجليزية)
- شون هووك على موقع ميوزك برينز (الإنجليزية)
- شون هووك على موقع أول ميوزيك (الإنجليزية)
- شون هووك على موقع ديسكوغز (الإنجليزية)